# Petroio
Petroio is een plaats (frazione) in de Italiaanse gemeente Trequanda.